# Irena Lechowa
Irena Lechowa (ur. 17 sierpnia 1924 w Białymstoku, zm. 17 sierpnia 1991 w Łodzi) – polska etnografka. Pracowniczka Muzeum Archeologicznego i Etnograficznego w Łodzi i członkini Polskiego Towarzystwa Ludoznawczego.

## Życiorys
Córka Mikołaja Sochonia i Nadziei z Rajeckich. W latach 1938–1939 uczyła się w prywatnym Gimnazjum i Liceum im.Henryka Sienkiewicza. Wykształcenie średnie zdobyła w Liceum im. H. Sienkiewicza w Białymstoku (maturę zdała w 1947). Następnie studiowała pedagogikę na Wydziale Humanistycznym Uniwersytetu Łódzkiego. W 1952 otrzymała stopień magistra filozofii w zakresie pedagogiki społecznej na podstawie pracy Sprawa kobieca w twórczości Elizy Orzeszkowej. Następnie podjęła studia etnograficzne i uzyskała magisterium na podstawie pracy Ekonomiczne i społeczne podstawy tkactwa chałupniczego w Dłutowie, powiat łaski. 
W 1950 wyszła za mąż za Józefa Lecha – etnografa i pedagoga. Mieli jedną córkę Marię Lech Schmidt, anglistkę. 
Irena Lechowa uhonorowana była Krzyżem Kawalerskim Orderu Odrodzenia Polski (1975) oraz wieloma innymi odznaczeniami i wyróżnieniami. Zmarła w Łodzi 17 sierpnia 1991 i tam została pochowana.

## Praca zawodowa
Podczas studiów podjęła pracę w Muzeum Archeologicznym i Etnograficznym w Łodzi. Na początku wykonywała prace zlecone, następnie została asystentką i kierowniczką Działu Gospodarstwa Domowego. Po czasie jednak awansowała na stanowisko adiunkta i kierowniczki Działu Tkactwa. Od 1967 pełniła funkcję dozorczyni Działu Wierzeń, Obrzędów i Folkloru. Pracę tę wykonywała do przejścia na emeryturę 1985. Publikowała w wydawnictwa muzealnym „Prace i Materiały Muzeum Archeologicznego i Etnograficznego w Łodzi. Seria Etnograficzna” i innych łódzkimi wydawnictwami etnograficznymi. Opracowała koncepcję monografii regionu łódzkiego, koncepcję zaprezentowała na Drugiej Ogólnopolskiej Sesji IHKM PAN w Łodzi. W trakcie kariery zawodowej realizowała zróżnicowane badania terenowe. Największym zamiłowaniem badaczki była jednak obrzędowość, wierzenia ludowe i folklor. Od 1955 zajmowała stanowisko sekretarza Polskiego Towarzystwa Ludoznawczego. Następnie została skarbniczką oddziału łódzkiego PTL, w latach 1976 - 1986 wchodziła w skład Zarządu Głównego.

## Wybór publikacji
- Tkacze grocholiccy, Prace i Mater. MAiE S. Etnogr. 10, 1966,
- Zwyczaje i wierzenia doroczne w Łowieckim, Prace i Mater. MAiE S. Etnogr. 11, 1967,
- Badania nad tradycyjnymi obrzędami i zwyczajami Ziemi Łódzkiej, Prace i Mater. MAiE S. Etnogr. 11, 1967,
- Pozycja Reymonta wobec kultury ludowej, Łódź, Łódzkie Towarzystwo Naukowe, 1968,
- Szopka kukiełkowa z powiatu limanowskiego, Prace i Mater. MAiE S. Etnogr. 14, 1970,
- Zagadnienie przemian kulturowych w rozważaniach nad założeniami monografii etnograficznej rejonu łódzkiego, 1973,
- Zbiory Muzeum Archeologicznego i Etnograficznego w Łodzi, Łódź: Krajowa Agencja Wydawnicza, 1981,